# Lanzarote
Lanzarote (špansko: [lanθaˈɾote], lokalno: [lansaˈɾote]) je španski otok, najvzhodnejši od Kanarskih otokov v Atlantskem oceanu, 125 kilometrov od severa obale Afrike in 1000 kilometrov od Iberskega polotoka. Lanzarote, ki pokriva 845,92 kvadratnih kilometrov, je četrti največji otok v arhipelagu. S 158.798 prebivalci na začetku leta 2023 je tretji najbolj poseljen Kanarski otok, za Tenerifom in Gran Canario. V središču in zahodu otoka je narodni park Timanfaya, ena njegovih glavnih znamenitosti. Otok je UNESCO leta 1993 razglasil za biosferni rezervat. Glavno mesto otoka je Arrecife, ki leži na vzhodni obali. Je manjši glavni otok province Las Palmas.
Prvo zabeleženo ime za otok, ki ga je dal italijansko-majorški kartograf Angelino Dulcert, je bilo Insula de Lanzarotus Marocelus, po genovskem pomorščaku Lancelotto Malocellu, iz katerega izhaja današnje ime. Ime otoka v domorodnem jeziku Gvančev je bilo Tyterogaka ali Tytheroygaka, kar lahko pomeni 'tisti, ki je ves oker' (kar se nanaša na prevladujočo barvo otoka).

## Geografija
Lanzarote je najvzhodnejši od otokov v kanarskem arhipelagu in najsevernejši od otokov z lastno upravo (La Graciosa je najsevernejši otok v arhipelagu). Poleg tega je četrti največji otok in je popularno znan kot otok vulkanov, saj ga identificirajo z vulkanskim plaščem, ki se razprostira čez večji del njegove površine kot posledica velike vulkanske aktivnosti v začetku 18. stoletja.
Lanzarote je 11 km severovzhodno od Fuerteventure in nekaj več kot 1 km od La Graciose. Velikost otoka je 60 km od severa proti jugu in 25 km od zahoda proti vzhodu. Ima 213 kilometrov obale, od tega je 10 km peščene, 16,5 km plaže, preostanek pa je skalnat. Njegova pokrajina vključuje gorski verigi Famara (671 metrov) na severu in Ajaches (608 metrov) na jugu. Južno od masiva Famara je puščava El Jable, ki ločuje Famaro in Montañas del Fuego. Najvišji vrh je Peñas del Chache, ki se dviga na 670 metrov nad morsko gladino. Túnel de la Atlántida, največji podvodni vulkanski predor na svetu, je del lavine cevi Cueva de los Verdes.
Sestavlja ga sedem občin, od katerih je najbolj naseljena Arrecife, glavno mesto otoka. Severno od otoka so otok La Graciosa in nenaseljeni otočki Alegranza, Montaña Clara, Roque del Este in Roque del Oeste, ki tvorijo otočje Chinijo, upravno odvisno od Lanzaroteja.
UNESCO je Lanzarote leta 1993 razglasil za biosferni rezervat. Poleg tega kanarska mreža zavarovanih naravnih območij vključuje skupaj 13 naravnih okolij na tem otoku, ki predstavljajo več kot 40 % otoškega ozemlja, med katerimi izstopa narodni park Timanfaya.
V preteklosti posvečen predvsem kmetijstvu in ribolovu v kanarsko-saharski ribiški banki, se trenutno gospodarstvo otoka vrti okoli storitvenega sektorja, v bistvu močne turistične industrije. Tej dejavnosti se je začelo dodajati vinogradništvo, ki je imelo pomembno težo v prejšnjih stoletjih in je bilo ponovno zagnano z oblikovanjem označbe porekla za vina Lanzarote.
Na otoku je letališče César Manrique Lanzarote v občini San Bartolomé; kot tudi morska pristanišča: Puerto de los Mármoles v občini Arrecife in pristanišče Playa Blanca v občini Yaiza.

### Podnebje
Lanzarote, ki se pogosto imenuje 'otok večne pomladi', ima vroče puščavsko podnebje (BWh) po Köppnovi podnebni klasifikaciji. Majhna količina padavin je v glavnem koncentrirana pozimi. Padavine poleti so redek pojav in zelo pogosto so poletja popolnoma suha brez padavin. V povprečju otok prejme približno 16 dni padavin med decembrom in februarjem. Včasih prevladuje vroči jugo, ki po otoku povzroča suhe in prašne razmere. Povprečna količina padavin v juniju in avgustu je manjša od 0,5 milimetra. Tesno meji na tropsko podnebje, z zimsko srednjo temperaturo 18 °C in poletno povprečno 25 °C.

### Geologija
Lanzarote je najsevernejši in najvzhodnejši otok glavnih Kanarskih otokov in je vulkanskega izvora. Otok je nastal pred približno 15 milijoni let kot produkt kanarske vroče točke. Otok je skupaj z drugimi nastal po razpadu afriške in ameriške celinske plošče. Največji zabeleženi izbruhi so se zgodili med letoma 1730 in 1736 na območju, ki je danes imenovano za narodni park Timanfaya.

## Biotska raznovrstnost

### Rastline
Na otoku je petsto različnih vrst rastlin, od tega je 17 vrst endemičnih. Te rastline so se na relativno pomanjkanje vode prilagodile enako kot sukulente (sočnice). Sem spadajo Kanarski datljevec (Phoenix canariensis), ki raste v vlažnih območjih na severu, bor (Pinus canariensis), praproti in divje oljke (Olea europaea). Laurisilva drevesa, ki so nekoč pokrivala najvišje predele Risco de Famara, so danes redka. Po zimskih padavinah pride rastlinje do barvitega cvetenja med februarjem in marcem.
Vinogradi La Gería, vinorodna regija Lanzarote DO, so zavarovano območje. Posamezne trte so posajene v jame, široke 4–5 metrov in globoke 2–3 metre, z majhnimi kamnitimi zidovi okoli vsake jame. Ta kmetijska tehnika je zasnovana za pobiranje padavin in nočne rose ter zaščito rastlin pred vetrovi.

### Glive
Obstaja 180 različnih vrst gliv, ki tvorijo lišaje. Ti preživijo na primernih območjih, kot so skalne površine in spodbujajo preperevanje.

### Živali
Poleg avtohtonih netopirjev in sesalcev, ki so spremljali ljudi na otok (vključno z dromedarjem, ki je bil uporabljen za kmetijstvo in je zdaj turistična atrakcija), je na Lanzarotu nekaj vrst vretenčarjev. Sem spadajo ptice (kot so sokoli) in plazilci. Nekatere zanimive endemične živali so kuščarji Gallotia in slepi raki Munidopsis polymorpha, najdeni v laguni Jameos del Agua, ki je nastala zaradi vulkanskega izbruha. Otok je tudi dom ene od dveh preživelih populacij ogroženega kanarskega egiptovskega jastreba (Neophron percnopterus).

## Naravni simboli
Uradna naravna simbola, povezana z Lanzarotom, sta Munidopsis polymorpha (slepi rak) in Euphorbia balsamifera (Tabaiba dulce).
- Munidopsis polymorpha
- Euphorbia balsamifera

## Demografija in uprava
Leta 2023 na Lanzarotu živi 158.798 ljudi, kar je 14,9 % več kot leta 2011 (138.201). Sedež otoške vlade (Cabildo insular) je v glavnem mestu Arrecife, ki je imelo leta 2019 62.988 prebivalcev. Po popisu iz leta 2011 je večina prebivalcev Špancev (72,1 %) z precejšnjim številom prebivalcev drugih narodnosti, predvsem Britancev (5,6 %), Kolumbijcev (3,2 %), Nemcev (3,1 %) in Maročanov (3,1 %). Druge skupine prebivalcev vključujejo Italijane, Korejce, Kubance in Romune, ki predstavljajo velik delež preostalih 12,9 % prebivalstva.
Lanzarote je del province Las Palmas in je razdeljen na sedem občin:
| Ime           | Otok      | Površina (km2) | Štev. prebivalcev (2023) |
| ------------- | --------- | -------------- | ------------------------ |
| Arrecife      | Lanzarote | 22,72          | 64.735                   |
| Haría         | Lanzarote | 106,59         | 5543                     |
| San Bartolomé | Lanzarote | 40,89          | 19.443                   |
| Teguise       | Lanzarote | 263,98         | 23.788                   |
| Tías          | Lanzarote | 64,61          | 21.296                   |
| Tinajo        | Lanzarote | 135,28         | 6725                     |
| Yaiza         | Lanzarote | 211,85         | 17.268                   |
| Lanzarote     | Totals    | 845,92         | 158.798                  |

## Zgodovina
Lanzarote naj bi bil prvi naseljen Kanarski otok. Feničani so ga morda obiskali ali se naselili, čeprav materialni dokazi niso ohranjeni. Prvi znani zapis je rimskega avtorja Plinija Starejšega v enciklopediji Naturalis Historia o odpravi na Kanarske otoke. Imena otokov (takrat imenovanih Insulae Fortunatae ali 'Otoki sreče') so bila zapisana kot Junonia (Fuerteventura), Canaria (Gran Canaria), Ninguaria (Tenerife), Junonia Major (La Palma), Pluvialia (El Hierro) in Capraria (La Gomera). Lanzarote in Fuerteventura, dva najbolj vzhodna Kanarska otoka, sta bila omenjena le kot arhipelag 'vijoličnih otokov'. Rimski pesnik Lucan ter grški astronom in geograf Ptolemaj sta podala njuni natančni lokaciji. Naselilo ga je pleme Majos, del Gvančev. Po padcu Zahodnega rimskega cesarstva interakcija s Kanarskimi otoki ni zabeležena pred letom 999, ko so Arabci prispeli na otok, ki so ga poimenovali al-Djezir al-Khalida (med drugimi imeni).
Leta 1336 je iz Lizbone prispela ladja pod vodstvom genovskega pomorščaka Lancelotta Malocella, ki je uporabljal vzdevek Lanzarote da Framqua. Kasneje je bila zgrajena utrdba na območju Montaña de Guanapay blizu današnjega Teguiseja. Kastiljske suženjske ekspedicije leta 1385 in 1393 so zasegle na stotine Gvančev in jih prodale v Španiji, s čimer so začele trgovino s sužnji na otokih. Francoski raziskovalec Jean de Béthencourt je prispel leta 1402 na čelu zasebne ekspedicije pod kastiljskim okriljem. Bethencourt je najprej obiskal jug Lanzaroteja v Playas de Papagayo in Francozi so otok prevzeli v nekaj mesecih. Na otoku ni bilo gora in sotesk, ki bi služile kot skrivališča za preostalo prebivalstvo Gvančev in mnogo je bilo odpeljanih kot sužnje; ostalo naj bi le le 300 moških Gvančev.
Na južnem koncu občine Yaiza se je leta 1402 pojavilo prvo evropsko naselje na Kanarskih otokih na območju, znanem kot El Rubicón, kjer se je začelo osvajanje otočja. Na tem mestu je bila zgrajena stolnica Saint Martial of Limoges. Stolnico so v 16. stoletju uničili angleški pirati. Škofija je bila leta 1483 premaknjena v Las Palmas de Gran Canaria (rimokatoliška škofija Canarias). Leta 1404 so prišli Kastiljci (ob podpori kastiljskega kralja) in se spopadli z lokalnimi Gvanči, ki so bili še bolj zdesetkani. Podobno sta bila kasneje osvojena tudi otoka Fuerteventura in El Hierro. Leta 1477 je kastiljski kraljevi svet s sklepom potrdil podelitev Lanzaroteja in Fuerteventure z manjšima otokoma Ferro in Gomera kastiljskim plemičem Herrera, ki so imeli fevd do konca 18. stoletja. Leta 1585 je osmanski admiral Murat Reis začasno zavzel Lanzarote. V 17. stoletju so pirati napadli otok in odpeljali 1000 prebivalcev v suženjstvo v Cueva de los Verdes.
Lanzarote in Fuerteventura sta bila v 16., 17. in 18. stoletju glavna izvoznika pšenice in žit na osrednje otoke arhipelaga; Tenerife in Gran Canaria. Čeprav ta trgovina skoraj nikoli ni bila obrnjena za prebivalce Lanzarote in Fuerteventure (zaradi dejstva, da so lastniki teh otokov imeli dobiček od te dejavnosti), je povzročila obdobja lakote, zato je moralo prebivalstvo teh otokov potovati na Tenerife in Gran Canario. Otok Tenerife je glavno središče privlačnosti za prebivalce Lanzaroteja in Fuerteventure, zato je občutek povezanosti, ki je vedno obstajal v priljubljeni sferi s Tenerifi.
Od leta 1730 do 1736 je otok prizadel niz vulkanskih izbruhov, ki so proizvedli 32 novih vulkanov na odseku 18 kilometrov. Duhovnik Yaize Don Andrés Lorenzo Curbelo je izbruh podrobno dokumentiral do leta 1731. Lava je prekrila četrtino površine otoka, vključno z najbolj rodovitno prstjo in 11 vasmi. 100 manjših vulkanov je bilo na območju, imenovanem Montañas del Fuego, 'Ognjene gore'. Leta 1768 je izkrčen otok prizadela suša in zimskega deževja ni bilo. Velik del prebivalstva je bil prisiljen emigrirati na Kubo in v Ameriko, vključno s skupino, ki je leta 1731 predstavljala pomemben dodatek k španskim naseljencem v Teksasu v San Antonio de Bexarju. Še en vulkanski izbruh se je zgodil v območju Tiagua leta 1824, ki je bil manj nasilen kot večji izbruh med letoma 1730 in 1736.
Leta 1927 sta Lanzarote in Fuerteventura postala del province Las Palmas. Več arheoloških ekspedicij je odkrilo prazgodovinsko naselbino na arheološkem najdišču El Bebedero v vasi Teguise. V eni od teh odprav sta ekipi z Univerze Las Palmas de Gran Canaria in ekipe z Univerze v Zaragozi prinesli okoli 100 rimskih črepinj, devet kosov kovine in en kos stekla. Artefakte so našli v plasteh, datiranih med 1. in 4. stoletje. Kažejo, da so Rimljani trgovali s Kanarci, čeprav ni dokazov o naselbinah.
Otok ima Unescov status zavarovanega biosfernega rezervata. Po poročanju Financial Timesa je bil ta status ogrožen zaradi lokalnega korupcijskega škandala. Od maja 2009 je policija aretirala nekdanjega predsednika Lanzaroteja, nekdanjega župana Arrecifeja in več kot 20 politikov in poslovnežev v povezavi z nezakonitimi gradbenimi dovoljenji ob obali Lanzaroteja. UNESCO je zagrozil, da bo Lanzarotu odvzel status biosfernega rezervata, »če razvoj ne bo upošteval lokalnih potreb in bo vplival na okolje«. Predsednik Cabilda je zanikal »kakršno koli grožnjo UNESCO statusu Lanzaroteja«.